# Borszczów (hromada)
Borszczów (ukr. Борщівська міська громада) – hromada miejska w  obwodzie tarnopolskim, w  rejonie czortkowskim.
Utworzona 11 grudnia 2016 roku.
Hromada składa się z miasta Borszczów i 25 wsi: Babińce, Chudyjowce, Cygany, Głęboczek, Grabowce, Jezierzany, Konstancja, Korolówka, Kozaczyzna, Krzywcze, Łanowce, Muszkatówka, Piłatkowce, Piszczatyńce, Sapohów, Skowiatyn, Słobódka Muszkatowiecka, Strzałkowce, Szuparka, Szyszkowce, Tulin, Wierzchniakowce, Wołkowce, Wysuczka i Zielińce.